# Ibrahim Yattara
Ibrahim Yattara, född 3 juni 1980, är en fotbollsspelare från Guinea som spelar för belgiska La Louvière Centre. Han har tidigare spelat för Royal Antwerp och Trabzonspor.

## Fotnoter
1. ↑  transfermarkt.com, transfermarkt.com spelar-ID: 6917, läst: 9 oktober 2017.[källa från Wikidata]
2. ↑  FBref, FBref.com spelar-ID: c7fef323.[källa från Wikidata]